# Хомейни, Рухолла
Сейи́д Рухолла́ Мостафави́ Мусави́ Хомейни́ (перс. سيد روح‌الله مصطفوی موسوی خمینی‎ [sejˈjede ruːholˈlɑːhe mostæfæˈviːje muːsæˈviːje xomeiˈniː]; 24 сентября 1902, Хомейн, Персия — 3 июня 1989, Тегеран, Иран) — иранский религиозный, духовный, государственный и политический деятель, великий аятолла, лидер исламской революции 1979 года в Иране. Высший руководитель Ирана с 1979 по 1989 год.
Преподавал в Куме, в 1950-е годы получил титул «аятолла». С 1963 года находился в оппозиции к шахскому режиму Ирана. Его арест повлёк самые крупные волнения за десятилетие, свыше 1000 убитых. Был выслан властями в Турцию, затем переехал в Ирак, в 1978 году — в Париж.
В январе 1979 года возглавил исламскую революцию в Иране. Через две недели после бегства шаха, 1 февраля 1979 года, вернулся в Иран. 11 февраля назначил временное правительство во главе с Мехди Базарганом.
В соответствии с Конституцией, принятой в декабре 1979 года, занял пост Высшего руководителя Исламской Республики Иран. Проживал в городе Куме, но деятельно участвовал в политической жизни страны.
Из иностранных политических лидеров встречался только с Ясиром Арафатом.
В течение своего правления поддерживал экспорт исламской революции в страны региона, рассматривая как возможность такового ирано-иракскую войну. Когда в августе 1988 года он согласился на прекращение войны с Ираком, то решение далось ему тяжело, «как выпить чашу с ядом».

## Биография

### Юность и начало политической борьбы

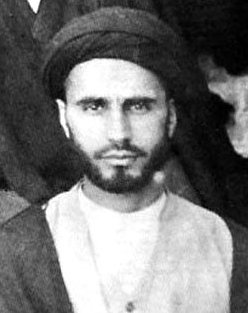
Рухолла Хомейни в молодости

Рухолла Хомейни родился 17 мая 1900 г. в семье священнослужителя-шиита, Мустафы Мусави — потомка шиитского имама (сейида). 
Рухолла́ (перс. روح الله‎/, араб. روح الله‎) — арабское имя, переводится как «Божий дух». Мусави́, перешедшее из имени отца сейида Мустафы Мусави, говорит, что его род восходит к седьмому имаму Мусе аль-Казиму, а следовательно к пророку Мухаммеду.
Ещё в младенчестве потерял отца, убитого наёмником правившей в то время в стране шахской династии (по другой, более правдоподобной, версии, Мустафа Хомейни был убит в стычке с другими землевладельцами в драке при дележе урожая), а его мать Хаджар Ага Ханум умерла, когда ему исполнилось 15 лет. Хомейни учился в местных религиозных школах, в Эраке, а затем в Куме, где в возрасте 23 лет удостоился звания моджтахида, дававшего право преподавать. Уже тогда Хомейни занялся политической борьбой против светского режима шахов династии Пехлеви, за что к середине 1930-х годов лишился права читать лекции по исламскому праву и философии в Куме. В 27 лет Хомейни взял в жёны дочь аятоллы Сагафи из местечка Шахр-е-Рей Хадижу Сагафи. Вместе с Хадижей аятолла переезжает в Кум и организовывает своё медресе, которое быстро собирает круг преданных Хомейни студентов. Подпольная преподавательская деятельность и написание значимых для исламского вероучения сочинений чрезвычайно возвысили духовный авторитет Хомейни, и в конце 1950-х он получил звание «аятолла» — высший духовный титул в шиитском исламе.

### Первые победы
В 1962 году Хомейни возглавил забастовку духовенства, вынудившую правительство Асадоллы Алама отказаться от законопроекта о региональных и местных обществах, а в январе 1963 года призвал бойкотировать шахский референдум по вопросам проведения реформ (так называемой «Белой революции»), утверждая, что он не соответствует исламским нормам и Конституции страны.
Начавшиеся в стране широкомасштабные выступления в поддержку имама были подавлены полицией, референдум был проведён 26 января 1963 года, а имам Хомейни арестован и препровождён в Тегеран, где провёл в заключении 2 месяца. После референдума и провозглашения курса на реформы Хомейни назвал «Белую революцию» чёрной и в своём открытом манифесте заявил:

Я вижу решение — в смещении этого правительства за нарушение заветов ислама… О, Господи, я доведу [дело] до конца! И если я останусь в живых, с Божьей помощью непременно исполню свой долг.
В середине марта 1963 года, накануне иранского Нового года, Хомейни призвал иранцев отказаться от любых празднований и выйти на улицу с политическими лозунгами. Шах приказал разогнать демонстрантов. 22 марта был осуществлён вооружённый налёт агентов шахской тайной полиции САВАК на медресе Февзийе в Куме, руководителем которого был Хомейни; один учащийся погиб.
Обращаясь к шаху, Хомейни назвал его «доверенным лицом Израиля» и призвал народ «восстать и сбросить тиранию». В своём известном заявлении от 2 апреля 1963 года под названием «Любовь к шаху — это потворство грабежу народа» аятолла добавил: 

Я готов к тому, что моё сердце будет пронзено штыками ваших агентов, но я никогда не подчинюсь вашим несправедливым требованиям и не склонюсь перед вашей жестокостью.
3 июня 1963 года Хомейни, выступая в школе Февзийе в Куме, резко осудил политику шаха и призвал его изменить свой курс. В ответ на это 5 июня 1963 года шахская полиция арестовала аятоллу и перевела его в Тегеран под домашний арест. Арест повлёк за собой массовые протесты, в ходе жестокого подавления демонстраций погибло около 400 протестовавших. Только в августе аятолла был выпущен из-под ареста.

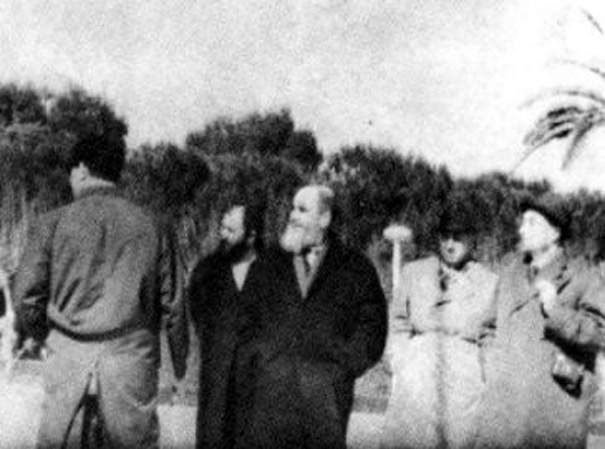
Рухолла Мусави в Бурсе, Турция

### Изгнание из страны
В октябре 1964 года Хомейни вновь был арестован и выслан в Турцию за то, что осудил закон об особом статусе американских граждан в Иране (так называемый «акт о капитуляции»). Из Турции Хомейни перебрался сперва в священный шиитский город Неджеф в Ираке, а в 1978 году — в Париж, где продолжил свою борьбу против шахского режима.
В своих обращениях Хомейни призывал к свержению шахского режима и создания теократического государства под опекой духовенства. Хомейни был ярым противником шахского режима и его правительства, питал острую неприязнь к Израилю, к Америке, к СССР. На одном из собраний духовенства в Куме он заявил: «Америка хуже Англии, Англия хуже Советского Союза, а Советы хуже обеих! Но сейчас Америка является воплощением всей мерзости. Пусть президент США знает, что наш народ ненавидит его больше всех… Все наши беды исходят от Америки и от Израиля. Исламские народы ненавидят иностранцев вообще, а американцев и русских особенно. Это Америка поддерживает Израиль и его сторонников. Это Америка вооружает Израиль, чтобы сделать арабов бездомными…»
Находясь в эмиграции, Хомейни получал поддержку от ряда лидеров стран региона, которые были враждебно настроены к шахскому режиму, прежде всего из-за его про-западной политики. Среди них был и сирийский президент Хафез Асад, который начал поддерживать Хомейни в 1973 году. Сирия и «Организация освобождения Палестины» (ООП) также участвовали в обучении боевиков иранских левых партизанских организаций, таких как «Моджахедин-э Халк» и «Федаин-э Халк». Идеологии этих групп находились под влиянием арабских радикалов. Организации Хомейни были предоставлены деньги и обучение, а близким помощникам Хомейни, таким как Садек Готбзаде, были выданы сирийские паспорта.
В конце 1960-х годов союзник Хомейни Сейед Муса Садр согласился предоставить ливанские тренировочные лагеря и убежища последователям Хомейни. Муса Садр ранее работал на шахскую разведку САВАК, однако позже он повернулся против шаха и присоединился к Хомейни. Муса Садр и Хомейни сыграли важную роль в укреплении режима Хафеза Асада в начале 1970-х годов.

### Революция 1979 года и создание Исламской Республики Иран

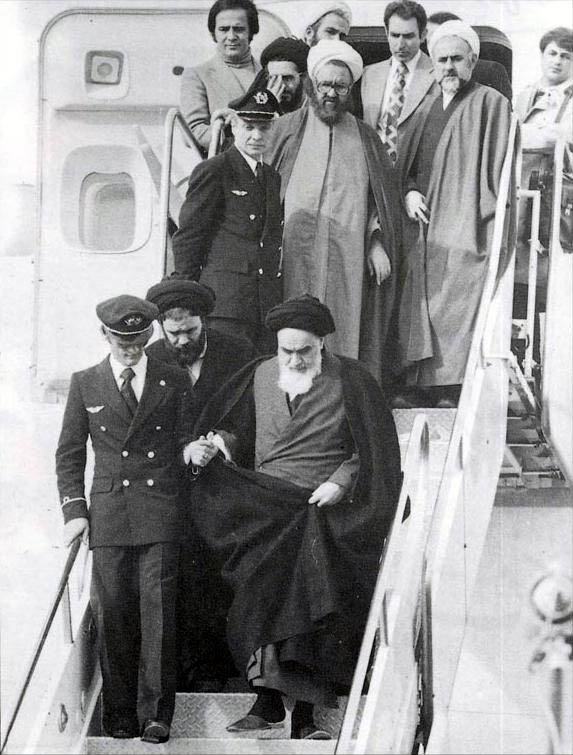
Возвращение Хомейни в Иран после 14 лет изгнания, 1 февраля 1979 года

Таинственная гибель сына имама Мостафы Хомейни и оскорбительная статья в адрес аятоллы вызвали столь широкий резонанс в Иране, что значительная часть населения страны вышла на манифестации, а большинство предприятий нефтяной промышленности забастовали. В результате шахский режим смог продержаться чуть больше месяца: 16 января 1979 года шах с семьёй покинул страну навсегда, 1 февраля 1979 года Хомейни вместе с группой своих сторонников (среди них были его доверенные сподвижники Хасан Хабиби, Садек Табатай, Абольхасан Банисадр, Садек Готбзаде, Мехди Араги, кинематографист Расул Садр Амели) вернулся в Иран.
11 февраля подконтрольные шаху войска прекратили сопротивление. 14 февраля «Национальный фронт» под руководством аятоллы Хомейни сформировал правительство, а абсолютное большинство участников мартовского референдума поддержало создание Исламской Республики Иран.

### Политика Хомейни в 1979—1989 годах
По указу Хомейни был создан «Корпус стражей исламской революции», разработана и принята новая Конституция республики, предоставившая ему верховную власть как «высшему духовному авторитету». В стране был создан мощный силовой аппарат и введены исламские законы: полная исламизация всех сторон жизни общества — политики, экономики и культуры. Женщинам запретили носить непредписанную мусульманкам одежду. Была введена система исламского судопроизводства, основанная на положениях Корана и шариата. Началась борьба по подавлению левой оппозиции и организаций национальных меньшинств. Исламский революционный суд под председательством «судьи-вешателя» Садека Хальхали превратился в инструмент массовых политических репрессий.
8 марта 1979 года в Тегеране прошли протесты против притеснения прав женщин. 4 ноября 1979 года сторонники аятоллы Хомейни захватили посольство США в Тегеране, требуя вернуть в страну на расправу бывшего шаха Ирана Мохаммеда Резу Пехлеви, нашедшего пристанище в Америке. Шах умер 27 июля 1980 г. Несмотря на все усилия администрации США, включая попытку освобождения вооружённым путём, 52 американских заложника были отпущены иранцами только через 444 дня, 20 января 1981 года, после смерти шаха и в результате договорённостей между США и Ираном.
Обосновавшись в Куме, аятолла лично руководил политикой страны, назначая по своему усмотрению членов Совета по наблюдению за осуществлением конституции. Ирано-иракская война (1980—1988) ещё более сплотила приверженцев Хомейни, хотя Ирану в конце концов пришлось подписать резолюцию № 598 Совета безопасности ООН о прекращении огня в июле 1987 года и согласиться с условиями мирного договора, максимально учитывавшего интересы Ирака. 18 июля 1987 года он заявил:

«Пойти на это болезненнее, чем испить чашу с ядом. Однако я вверяю себя воле Аллаха и выпиваю эту чашу во имя свершения воли Всевышнего». 
В 1988 году отдал приказ о массовых внесудебных казнях политзаключённых, в результате которого подверглись пыткам и были убиты по разным оценкам от 2500 до 32000 человек. Были убиты фактически все находившиеся в иранских тюрьмах руководители левых и леворадикальных Народной партии Ирана, «Моджахеддин-э-Халк», «Фидаин-э-Халк», Национального движения сопротивления и прошахской антиисламской организации «Азадеган».

#### Письмо Михаилу Горбачёву в 1989 году
1 января 1989 года направил личное послание Генеральному секретарю ЦК КПСС Михаилу Горбачёву, в котором призвал его отказаться от идеологии коммунизма и пересмотреть политику предшественников Горбачёва, «заключавшейся в отречении общества от Бога и от религии».
Он предостерёг от распутывания клубка экономических проблем социализма и коммунизма возвращением с этой целью к капитализму и также заявил, что «Исламская Республика Иран как самый могущественный оплот исламского мира может с лёгкостью заполнить вакуум, образовавшийся в идеологической системе Вашего общества», отмечая также, что «Ваши трудности заключаются в отсутствии истинной веры в Бога, и это ведёт и будет вести Запад в трясину пошлости, в тупик. Ваша основная трудность заключается в тщетной длительной борьбе против Бога, основного источника бытия и всего сущего».
Послание было вручено Михаилу Горбачёву 4 января специальным представителем имама аятоллой Абдоллой Джавади-Амоли. Михаил Горбачёв дал письменный ответ, в котором рассматривались вопросы двусторонних отношений и регионального сотрудничества. Его вручил лично 25 февраля 1989 года министр иностранных дел СССР Эдуард Шеварднадзе в доме Хомейни, несмотря на то, что Хомейни по причине неважного самочувствия и по рекомендации врачей никого не принимал. Шеварднадзе был единственным иностранцем, который встречался с Хомейни после исламской революции. По свидетельству Шеварднадзе, Хомейни так прокомментировал его изложение ответа Горбачёва:

«Я разочарован. Я слышал, что Горбачёв — мыслящий человек. Я не случайно написал ему письмо. В письме речь шла о месте человечества в этом мире и в потустороннем мире. Я не задумываюсь о проблемах этого мира. Я размышляю о потустороннем мире, и на этот вопрос я не получил ответа. Что касается нормализации отношений, то я поддерживаю это». 
Для СМИ иранской и советской стороной была согласована следующая формулировка: «имам, выслушав содержание письма Горбачёва, одобрил его».

### Деятельность в 1989 году
14 февраля 1989 года аятолла Хомейни издал фетву о физическом уничтожении писателя Салмана Рушди, книгу которого — «Сатанинские стихи» — мусульмане сочли оскорбительной для ислама. Теймураз Степанов, присутствовавший в ходе одной из встреч Шеварднадзе с министром иностранных дел Ирака Тариком Азизом в начале 1989 года, отмечал в своём дневнике, что Тарик Азиз высказывался, что «Вынеся приговор писателю, Хомейни объявил войну своим противникам в Иране. Так он пытается решить внутренние проблемы. Режим Хомейни находится в состоянии постоянной войны с самим собой и с остальным миром. Эту историю с книгой сравнивают с захватом американского посольства».
После обширного инфаркта в марте 1989 года вместе с семьёй поселился в пригороде Тегерана. 23 мая перенёс операцию по остановке кровотечения в системе органов пищеварения, однако 3 июня скончался на 87-м году жизни в результате сердечного приступа, оставив 23-страничное завещание, которое было зачитано на чрезвычайном заседании руководства Ирана 4 июня. В стране был объявлен 40-дневный траур. 5 июня в Тегеране состоялась траурная церемония (население было допущено к телу имама, помещённому в стеклянное кубическое сооружение). При этом в давке, возникшей на площади Джамаран погибли несколько человек, около 500 были ранены.
6 июня был похоронен в мавзолее, расположенном в 8 км к югу от Тегерана и в 25 км от международного аэропорта имени имама Хомейни, недалеко от военного кладбища Бехеште-Захра. Имя аятоллы носят города Хомейнишехр в провинции Исфахан и Бендер-Хомейни в Хузестане.
Похоронен на кладбище Бехеште-Захра. На его похороны собрались около 10 млн человек (примерно шестая часть населения Ирана в то время), в связи с чем они были зарегистрированы в Книге рекордов Гиннеса как самые массовые на тот момент.

## Завещание
В 2008 году в России знаменитое «Завещание» аятоллы Хомейни было официально признано экстремистской литературой (решением Городищенского районного суда Пензенской области от 21.02.2008) и 02.06.2008 включено в обобщённый список экстремистской литературы Федеральной регистрационной службы РФ. Данное решение суда вызвало протесты в некоторых исламских кругах России.

## Память
Дом, в котором прошло детство аятоллы Рухоллы Хомейни расположен в городе Хомейн и используется как памятный музей. Убийство Киана Пирфалака 16 ноября 2022 вызвало рост общенациональных протестов и после похорон Киана Пирфалака 17 ноября 2022 года этот дом был подожжён.

### В бонистике

Банкнота 1000 риалов 1992 года с портретом Хомейни

Хомейни изображён на лицевой стороне банкнот Ирана начиная от 1000 риалов, начиная с выпуска 1992 года по настоящее время. См. иранский риал.

### В литературе
Хомейни под именем Имама негативно изображён в романе Салмана Рушди «Сатанинские стихи».
Упомянут в песне Владимира Высоцкого «Лекция о международном положении, прочитанная человеком, посаженным на 15 суток за мелкое хулиганство, своим сокамерникам».

## Образ Рухолла Мусави Хомейни в кино
- Голый пистолет / The Naked Gun: From the Files of Police Squad! (1988; США) режиссёр Дэвид Цукер, в роли Хомейни Чарльз Герарди.

## Галерея

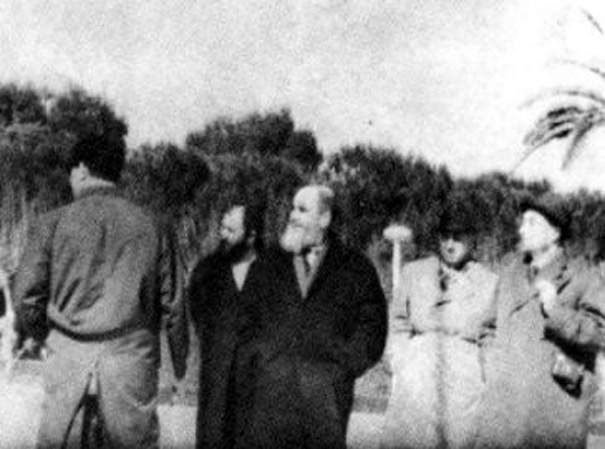
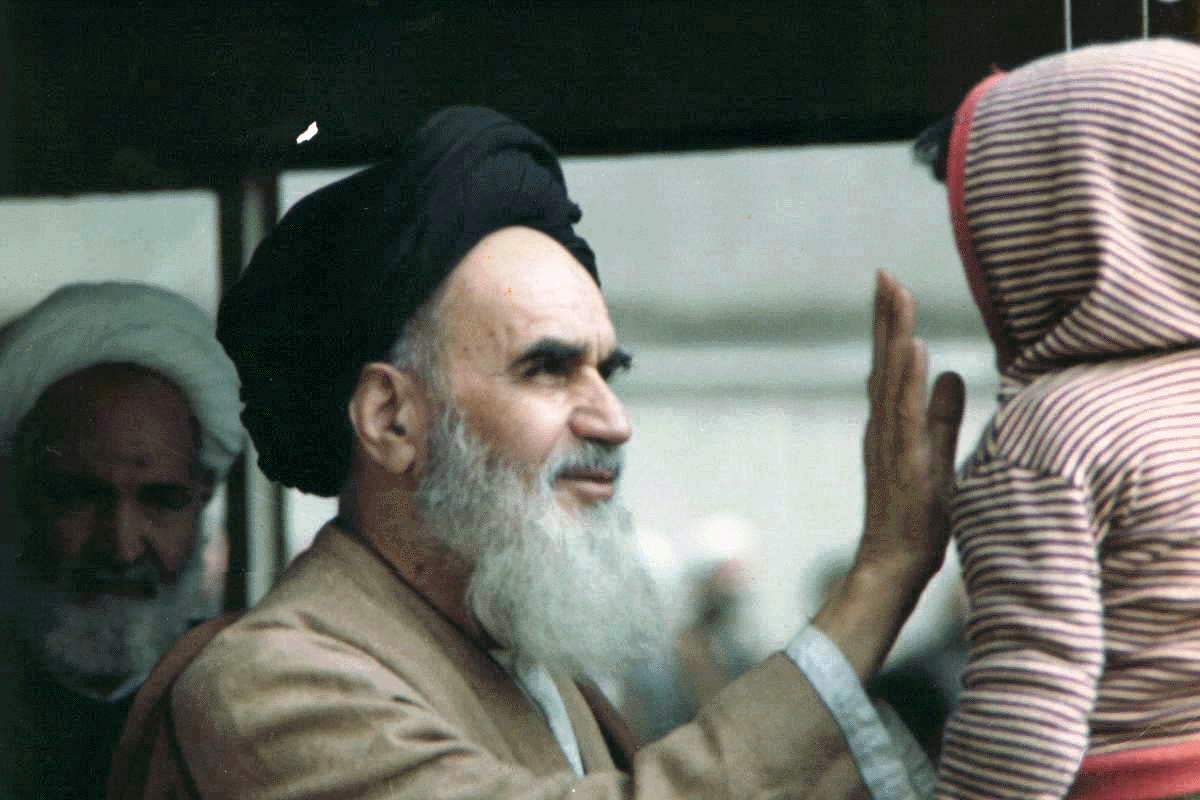
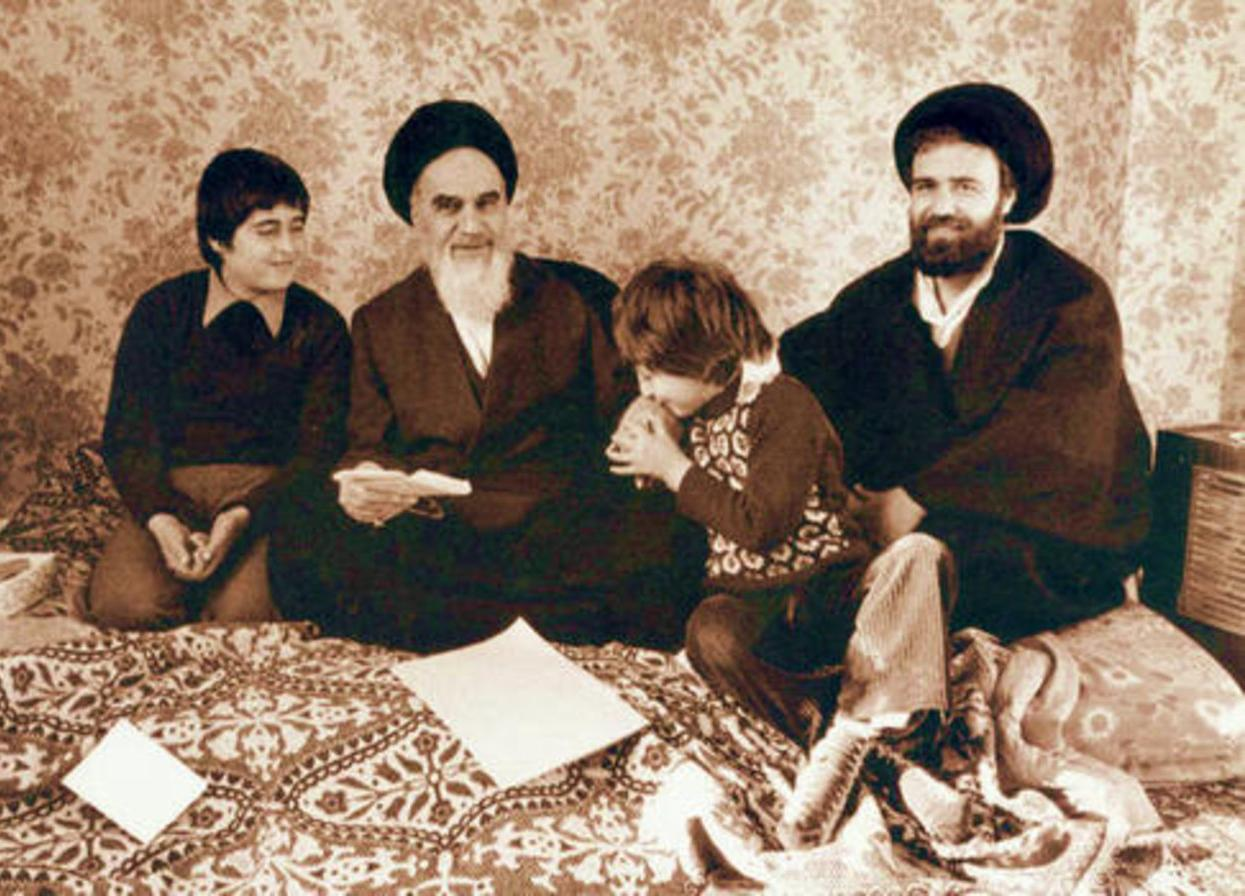
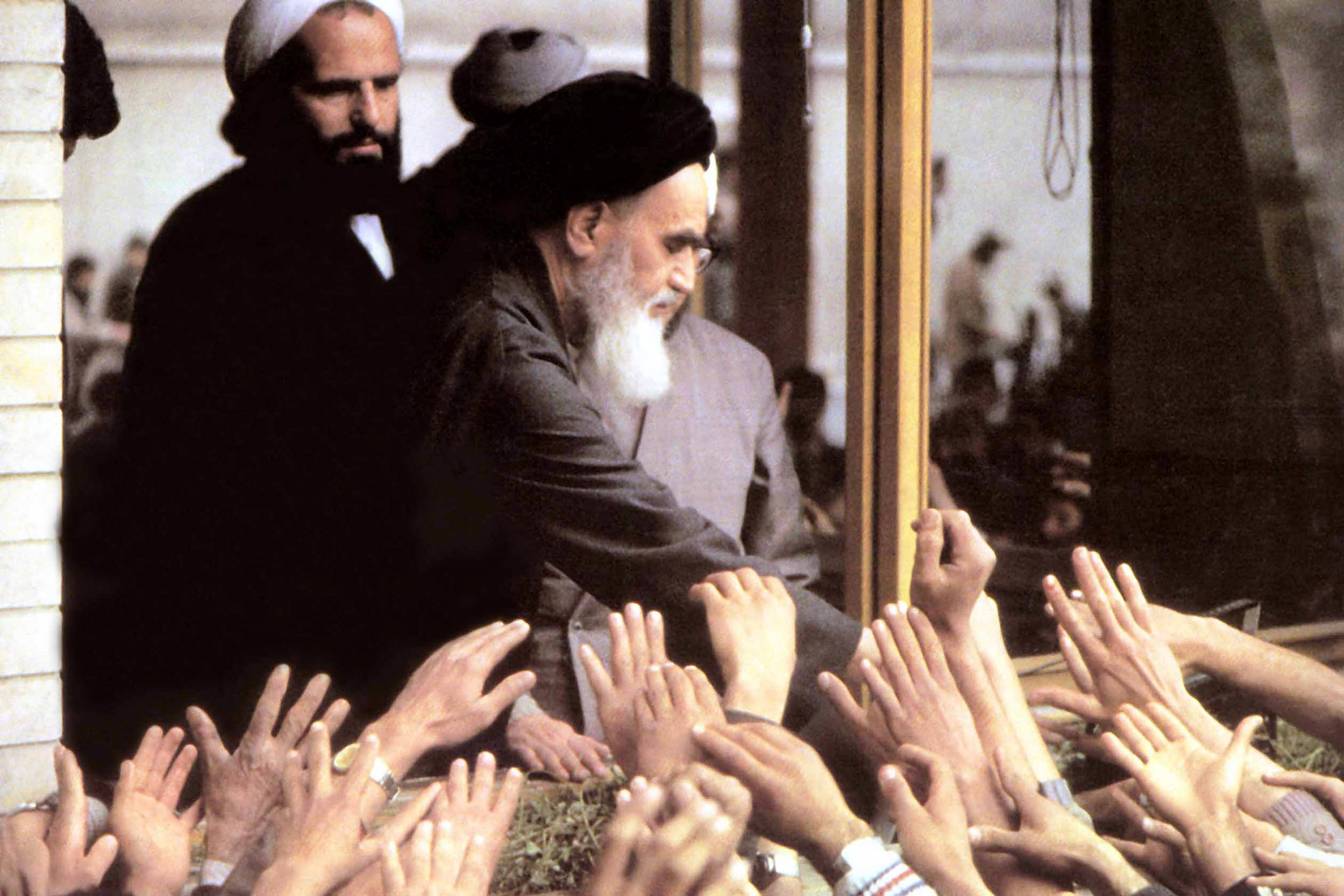
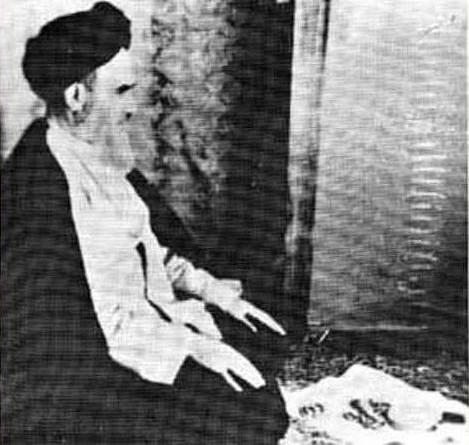